# منطقه دوما
منطقه دوما (به عربی: منطقة دوما) یک منطقه در کشور سوریه است که در استان ریف دمشق واقع است.

## خصوصیات
منطقه دوما ۱۹٬۸۷۵٫۹۲ کیلومترمربع مساحت دارد. در سرشماری سال ۲۰۰۴ میلادی جمعیت این منطقه ۴۳۳٬۷۱۹ نفر اعلام شد.